# Das Riesenbaby (Film)
Das Riesenbaby ist ein deutsches Stummfilmlustspiel von Franz Hofer aus dem Jahre 1916 mit Helene Voß in der Haupt- und Titelrolle.

## Handlung
Angesichts der Tatsache, dass Familie Niedlich Familienzuwachs erhalten habe, teilt der Hausfreund Dr. Wohlgemuth mit, dass er ebenfalls Vater geworden sei. Doch das „Neugeborene“ ist schon reichlich in die Jahre gekommen und verfügt über ordentliche Körperfülle. Kurz: die „Kleine“ ist in Wahrheit ein Riesenbaby, eine erwachsene Frau, die sich ausgesprochen infantil kleidet. Und das kam so: Wohlgemuth heiratete einst, weil er pleite war, eine finanziell gut ausgestattete, deutlich ältere Witwe, die er nach ihrem baldigen Tode beerbte. Die Verblichene hatte ein Kind aus erster Ehe, das dem Alter nach eher Wohlgemuths Mutter hätte sein können. Die Frau ist reichlich korpulent und nicht eben attraktiv und somit schwer vermittelbar. Um das „Riesenbaby“ schnellstmöglich loszuwerden, hat Wohlgemuth sogar ein Preisgeld von einer halben Million für denjenigen ausgelobt, der das „Riesenbaby“ endlich zum Traualtar schleppt. In dem leichtlebigen, weit über seine Verhältnisse lebenden Fritz Sausewind hat Wohlgemuth schließlich den passenden Ehegatten in spe gefunden. Als man diesen für seine Braut jedoch öffentlich ausgelacht hatte, war Fritz bald wieder wie der Sausewind entfleucht, und Wohlgemuth hatte das Riesenbaby erneut am Hals.
Eines Tages lernte Wohlgemuth selbst die Dame seines Herzens namens Lotte kennen und musste dieser nun schonend vermitteln, dass sie Mama eines ausgewachsenen Weibsbildes werden würde. Wider Erwarten entwickelte die Frau Muttergefühle für das „Riesenbaby“. Die Absurditäten nehmen bald überbordende Gestalt an. Zwei Bauern fingen im Wald das allein umherlaufende Riesenbaby ein, steckten es in einen Sack und brachten es zum Schaubudenbesitzer Backenzahn, dem ebenfalls ein Riesenbaby abhandengekommen war. Zwar erkannte der Rummelplatzmann, dass man ihm das falsche „Kind“ zuführte, doch dies war ihm letztlich egal, denn eine Attraktion war die Dicke allemal. Als Backenzahns eigenes Riesenbaby schlafend in einer Gondel seines Fahrgeschäfts aufgefunden wurde, kam ihm eine groteske Idee: Er band beide Riesenbabies aneinander und „verkaufte“ diese seinem staunenden Publikum als besonders fette siamesische Zwillinge. Zu Besuch auf dem Rummel erkennt jedoch die Amme der Familie Niedlich sofort das eine der beiden Kinder als Wohlgemuths verschwundenes Riesenbaby und informiert diesen mitsamt Braut. Wohlgemuth hat genug, ab sofort muss „sein“ Kind jetzt vernünftige, altersgemäße Kleider anziehen. Und einen vernünftigen Bräutigam hat er auch gefunden, und zwar in Gestalt von Lottchens derzeit unbeweibtem Vater, der schon aufgrund der satten Mitgift nicht abgeneigt ist.

## Produktionsnotizen
Das Riesenbaby entstand im Herbst 1916 und passierte die Zensur im November 1916. Die Uraufführung des Dreiakters war im Monat darauf in Berlins Tauentzienpalast.
Bei Paula Hofer (1877–1953), geborene Klär, handelte es sich um die Ehefrau des Regisseurs Franz Hofer.

## Kritik
In Wiens Neue Kino-Rundschau heißt es: „“Das Riesenbaby”, von Franz Hofer verfaßt und in Szene gesetzt, [ist] ein tolles Stück, in dem Helene Voss als “Riesenbaby” ihr heiteres Unwesen treibt.“